# Manú
Emanuel de Jesus Bonfim Evaristo (* 28. August 1982 in Setúbal), genannt Manú, ist ein portugiesischer Fußballspieler.

## Karriere
Manú ist Mittelfeldspieler und wird zumeist in der rechten Außenbahn eingesetzt. Seine professionelle Karriere begann in der Saison 2001/02, wo er beim FC Alverca unter Vertrag stand. Im Jahr 2004 folgte ein Vierjahresvertrag bei Benfica Lissabon. Währenddessen wurde er an die Vereine FC Modena oder Estrela Amadora ausgeliehen. Im August 2007 wechselte Manú erneut auf Leihbasis für ein Jahr zu AEK Athen. Von 2008 bis zum 30. Juni 2010 spielte er für den Marítimo Funchal. Dort erzielte er in 52 Erstligaspielen 4 Tore. In der Saison 2010/2011 spielt Manu für Legia Warschau in der polnischen Ekstraklasa und konnte dort mit dem polnischen Pokal seinen einzigen Titel gewinnen. Danach spielte er für jeweils eine Saison in China bei Beijing Guoan, zwei Mal in Zypern bei Ermis Aradippou und in seiner Heimatstadt bei Vitória Setúbal.

## Erfolge
- Polnischer Pokalsieger: 2011